# Ein Kapitel für sich (Roman)
Ein Kapitel für sich ist der Titel eines 1975 erschienenen autobiografischen Romans von Walter Kempowski und Teil seiner neunteiligen Romanfolge Deutsche Chronik.

## Handlung
Der Roman erzählt aus drei verschiedenen Ich-Perspektiven von der Haft in der sowjetischen Besatzungszone und dann der späteren DDR. Kempowskis Mutter Grethe berichtet, wie ihre Söhne Walter und Robert 1948 von russischen Soldaten verhaftet werden. Sie haben Unterlagen über die Demontage in der sowjetischen Besatzungszone illegal nach Wiesbaden gebracht und dort den US-Amerikanern übergeben. Später wird auch die Mutter verhaftet und wegen Mitwisserschaft zu zehn Jahren Haft verurteilt. Ihre beiden Söhne werden jeweils zu 25 Jahren Haft verurteilt. Abwechselnd aus der Sicht der Mutter und eines der beiden Söhne werden die Umstände der Verhaftung, der Verhöre und vor allem die Haftbedingungen in Hoheneck und der Justizvollzugsanstalt Bautzen dargestellt. Der Schwerpunkt des Erzählens liegt in der Schilderung der Menschen in der Haft und der Strategien, mit denen sie versuchen, die Haft auszuhalten und zu überleben. Vor allem das Verhältnis der beiden Brüder wird selbstkritisch und ironisch reflektiert. Eingeschaltet sind auch Briefe, die sich Verwandte der Kempowskis währenddessen zuschicken. Der Roman endet mit der Entlassung Walters nach acht Jahren Haft.

## Gliederung
Der Roman gliedert sich in fünf Teile, denen Zitate anonymer Häftlinge voraus gestellt sind und die die einzelnen Schritte von der Verhaftung über die Stationen der Haft bis zur Entlassung thematisieren. Er endet mit einem Epilog.

## Buchausgaben
- Ein Kapitel für sich. Roman. Hanser Verlag, München 1975, ISBN 3-446-12054-8 (Erstausgabe).
- Ein Kapitel für sich. Roman. Knaus Verlag, Hamburg 1978, ISBN 3-8135-8586-7.
- Ein Kapitel für sich. Roman. Deutscher Taschenbuch Verlag, München 1978, ISBN 3-423-01347-8 (Taschenbuch).

## Verfilmung
Der Roman wurde 1979 in Ein Kapitel für sich (zusammen mit dem Stoff des Romans Uns geht’s ja noch gold) von Eberhard Fechner verfilmt.